# Hubert Laws
Hubert Laws (Houston, 10 novembre 1939) è un flautista e sassofonista statunitense, con una carriera di oltre 40 anni nel jazz, nella musica classica e in altri generi musicali.
Considerando l'abilità artistica del compianto Eric Dolphy e la popolarità del compianto Herbie Mann, Laws è in particolare in compagnia dei più famosi e rispettati flautisti di jazz nella storia del jazz, (e anche il più imitato). Laws è uno dei pochi artisti classici che ha anche padroneggiato generi jazz, pop, e rhythm and blues, muovendosi senza sforzo da un repertorio all'altro.

## Biografia
Hubert Laws Jr. è nato il 10 novembre 1939, nella sezione Studewood di Houston, in Texas, il secondo di otto figli di Hubert Laws Sr. e Miola Luverta Donahue. Anche molti dei suoi fratelli entrarono nell'industria musicale, incluso il sassofonista Ronnie e i cantanti Eloise, Debra e Johnnie Laws. Iniziò a suonare il flauto al liceo dopo essersi offerto volontario per sostituire il flautista regolare dell'orchestra scolastica. Divenne esperto nell'improvvisazione jazz suonando nel gruppo jazz della zona di Houston gli Swingsters, che alla fine si evolse nel Modern Jazz Sextet, the Night Hawks e The Crusaders. All'età di 15 anni, fu membro dei primi Jazz Crusaders mentre era in Texas (1954-60) e ha anche suonato musica classica durante quegli anni.
Vincendo una borsa di studio alla Juilliard School of Music di New York nel 1960, studiò musica sia in classe che con il maestro flautista Julius Baker e ha suonato sia con la New York Metropolitan Opera Orchestra (membro) che con la New York Philharmonic Orchestra, 1969-1972. In questo periodo le sue interpretazioni di composizioni classiche di Gabriel Fauré, Stravinsky, Debussy e Bach nell'incisione della CTI del 1971 Rite of Spring, con una sezione di archi e dei supporter del jazz come Airto Moreira, Jack DeJohnette, Bob James, e Ron Carter, gli fece guadagnare un pubblico di appassionati di musica classica. Sarebbe ritornernato a questo genere nel 1976 con una registrazione di Romeo e Giulietta di Ciajkovskij.
Mentre alla Juilliard Laws suonava il flauto durante le serate in diversi numeri, tra cui Mongo Santamaría, 1963-67, nel 1964 iniziò a registrare come bandleader per Atlantic e pubblicò gli album The Laws of Jazz, Flute By-Laws e Laws Cause. È apparso in album di Ashford & Simpson, Chet Baker, George Benson e Moondog. Ha registrato con il fratello minore Ronnie nell'album The Laws nei primi anni '70. Ha suonato il flauto per l'album del 1971 di Gil Scott-Heron, Pieces of a Man, che conteneva il poema jazz "The Revolution Will Not Be Televised". Durante gli anni '70 è stato membro del New York Jazz Quartet. Lo si può anche ascoltare  suonare il sassofono tenore in alcuni dischi degli anni '70.
Nel 1980 ha avuto un piccolo successo con il brano "Family" su dischi CBS suonati su molte stazioni radio soul britanniche.
Negli anni '90 Laws ha ripreso la sua carriera, suonando nel 1991 nello Spiritual in Concert, con la partecipazione di Kathleen Battle e Jessye Norman. I suoi album con l'etichetta Music Masters Jazz - My Time Will Come del 1990 e, più in particolare, Storm Then Calm del 1994 - sono considerati dalla critica un ritorno alla forma che aveva esibito nei suoi primi album degli anni '70. Ha anche registrato un album tributo al pianista jazz e cantante di musica pop Nat King Cole, Hubert Laws Remembers the Unforgettable Nat King Cole, che ha ricevuto riconoscimenti dalla critica. Tra i molti artisti con cui ha suonato e registrato ci sono Herbie Hancock, McCoy Tyner, Nancy Wilson, Quincy Jones, Paul McCartney, Paul Simon, Aretha Franklin, Ella Fitzgerald, Sarah Vaughan, Lena Horne, Leonard Bernstein, James Moody, Jaco Pastorius, Sérgio Mendes, Bob James, Carly Simon, George Benson, Clark Terry, Stevie Wonder, J. J. Johnson, e The Rascals. Nel 1998, Laws registrò con Morcheeba la raccolta Red Hot + Rhapsody per la Red Hot Organization, un tributo a George Gershwin, che raccolse fondi per varie organizzazioni di beneficenza dedicate ad aumentare la consapevolezza dell'AIDS e combattere la malattia.
Il video del 2006 Hubert Laws Live 30-year Video Retrospective include "Red Hot & Cool" con Nancy Wilson, Performance in Brazil, The Tonight Show Starring Johnny Carson Appearance, The 1975 Down Beat Reader's Poll Awards, Performance in Japan e Performance in Germany.

## Premi ed onorificenze
Laws è stato premiato con il Lifetime Achievement Award nel 2003 dalla National Flute Association. Nel giugno 2010, Laws ha ricevuto un Lifetime Achievement Award dal  National Endowment for the Arts nel campo del jazz.
Laws è il vincitore del NEA Jazz Masters Award 2011.
| Storia dei Grammy Awards di Hubert Laws |                                              |                  |        |           |             |
| Anno                                    | Categoria                                    | Titolo           | Genere | Etichetta | Risultato   |
| 1979                                    | Best Rhythm & Blues Instrumental Performance | Land of Passion  | Jazz   | Columbia  | Candidato/a |
| 1974                                    | Best Jazz Performance - Soloist              | In the Beginning | Jazz   | CTI       | Candidato/a |
| 1973                                    | Best Jazz Performance - Soloist              | Morning Star     | Jazz   | CTI       | Candidato/a |

## Discografia
- 1965 – The Laws of Jazz (Atlantic Records, LP 1432 / SD 1432)
- 1966 – Flute By-Laws (Atlantic Records, LP 1452 / SD 1452)
- 1969 – Laws' Cause (Atlantic Records, LP SD 1509)
- 1970 – Crying Song (CTI Records, CTI 1002)
- 1971 – Afro-Classic (CTI Records, CTI 6006)
- 1971 – The Rite of Spring (CTI Records, CTI 6012)
- 1972 – Wild Flower (Atlantic Records, SD 1624)
- 1973 – Morning Star (CTI Records, CTI 6022)
- 1973 – Carnegie Hall (CTI Records, CTI 6025)
- 1974 – In the Beginning (CTI Records, CTX 3+3)
- 1975 – The Chicago Theme (CTI Records, CTI 6058 S1)
- 1976 – Then There Was Light (Volume 1) (CTI Records, CTI 6065)
- 1976 – Then There Was Light (Volume 2) (CTI Records, CTI 6066)
- 1976 – Romeo and Juliet (Columbia Records, PC 34330)
- 1977 – The San Francisco Concert (CTI Records, CTI 7071)
- 1978 – Say It with Silence (Columbia Records, JC 35022)
- 1979 – Land of Passion (Columbia Records, JC 35708)
- 1980 – How to Beat the High Cost of Living (Columbia Records, JS 36741) colonna sonora, a nome Hubert Laws and Earl Klugh
- 1980 – Family (Columbia Records, JC 36396)
- 1982 – Studio Trieste (CTI Records, CTI 9007) a nome Chet Baker Jim Hall Hubert Laws
- 1983 – Make It Last (Columbia Records, FC 38850)
- 1985 – New Earth Sonata (CBS Masterworks, M/MK 39858) a nome Hubert Laws, Quincy Jones, Chick Corea
- 1993 – My Time Will Come (MusicMasters Jazz, 01612-65100-2)
- 1994 – Storm Then the Calm (Jazz Heritage, 513783W)
- 1998 – Remembers the Unforgettable Nat "King" Cole (Scepterstein Records, RKO1002)
- 2004 – Moondance (Savoy Jazz, SVY 17269)
- 2005 – Hubert Laws Plays Bach for Barone & Baker (Denon Records, COZ 17560)